# Kiss (албум)
Kiss е дебютният студиен албум на едноименната американска рок група. Издаден е на 18 февруари 1974 г. от Casablanca Records. По-голямата част от песните за албума са написани от Джийн Симънс и Пол Стенли в периода, когато двамата са членове на групата „Уикед Лестър“. По думите на Симънс целият процес по записване и миксиране на албума е отнел около 3 седмици, но тези твърдения си противоречат с думите на копродуцента Ричи Уайз, който твърди, че албумът е завършен за 13 дни.

## Обща информация
Албумът е записан в Bell Sound Studios,Ню Йорк, собственост на компанията Buddah Records. Нийл Богарт, основател на Casablanca Records, е изпълнителен директор на Buddah преди да формира свой лейбъл. Casablanca Records организира парти в хотел Century Plaza в Лос Анджелис, за да отпразнува издаването на Kiss на Западното крайбрежие.
В оригиналното издание на албума не се съдържа песента Kissin' Time. Кавърът на песента на популярния американски рок изпълнител Боби Райдел е добавен към албума по настояване на Нийл Богарт, който е смятал, че популярната песен ще повиши продажбите на албума, които към момента са били незадоволителни.
„Кис“ започва първото си албумно турне на 5 февруари 1974 г. в Едмънтън, Канада. Въпреки усиленото промотиране от страна на групата, албумът Kiss успява да продаде около 75 хил. копия при първоначалното си издание. Това може да се обясни с липсата на силен сингъл, който да тласне албума напред в класациите. След като групата придобива световна популярност, на 8 юни 1977 г. албумът получава златен сертификат за продадени половин милион копия.
Джийн Симънс и Ейс Фрели заявяват в интервю от 2018 г., че това е любимият им албум на групата.

## Състав
- Пол Стенли – вокали и китара
- Ейс Фрели – китара
- Джийн Симънс – вокали и бас
- Питър Крис – барабани, вокали

### Допълнителен персонал
- Брус Фостър – пиано в Nothin' to Lose

### Продукция
- Кени Кърнър, Ризи Уайз - продуценти
- Джо Брешо - мастъри
- Робърт Локарт - арт директор, дизайн

## Песни
| 1.    | Strutter                            | Стенли, Симънс              | Стенли               | 3:10 |
| 2.    | Nothin' to Lose                     | Симънс                      | Симънс, Крис         | 3:27 |
| 3.    | Firehouse                           | Стенли                      | Стенли               | 3:17 |
| 4.    | Cold Gin                            | Фрели                       | Симънс               | 4:22 |
| 5.    | Let Me Know                         | Стенли                      | Симънс, Стенли       | 2:58 |
| 6.    | Kissin' Time                        | Кал Ман, Бърни Лоу          | Симънс, Стенли, Крис | 3:52 |
| 7.    | Deuce                               | Симънс                      | Симънс               | 3:06 |
| 8.    | Love Theme from Kiss (инструментал) | Симънс, Стенли, Фрели, Крис |                      | 2:24 |
| 9.    | 100,000 Years                       | Симънс, Стенли              | Стенли               | 3:22 |
| 10.   | Black Diamond                       | Стенли                      | Крис                 | 5:13 |
| 35:11 |                                     |                             |                      |      |

## Позиции в класациите
Албум
| Класация (1974)          | Най-добра позиция | Седмици в класацията |
| ------------------------ | ----------------- | -------------------- |
| Canadian Albums Chart    | 82                | -                    |
| Japanese Albums Chart    | 54                | 5                    |
| New Zealand Albums Chart | 38                | -                    |
| Billboard Pop Albums     | 87                | 22                   |

Сингли
| Сингъл         | Класация (1974)      | Позиция |
| -------------- | -------------------- | ------- |
| „Kissin' Time“ | US Billboard Hot 100 | 83      |